# 乌尼斯塔尔达
乌尼斯塔尔达是巴西南大河州的一个市镇。总面积602.389平方公里，总人口2392人，人口密度4人/平方公里。